# کنسرت (فرمیر)
کنسرت (هلندی: Het concert) (ح. ۱۶۶۴) یک نقاشی اثر یوهانس فرمیر، هنرمند هلندی است که یک مرد و دو زن را در حال اجرای موسیقی نشان می‌دهد. این اثر به موزه ایزابلا استوارت گاردنر شهر بوستون تعلق داشت که در اثر سرقت، ناپدید شد. کارشناسان معتقدند این نقاشی، باارزش‌ترین اثر سرقتی در جهان محسوب می‌شود که سال ۲۰۱۵ ارزشی در حدود ۲۵۰ میلیون دلار آمریکا داشت.